# Solérieux
 Solérieux ist eine französische Gemeinde mit 311 Einwohnern (Stand 1. Januar 2022) im Département Drôme in der Region Auvergne-Rhône-Alpes; sie gehört zum Arrondissement Nyons und zum Kanton Le Tricastin.
Die Gemeinde, die am Fluss Lauzon liegt, hieß ursprünglich Saint-Raphaël. Nachbargemeinden von Solérieux sind Saint-Paul-Trois-Châteaux, Saint-Restitut, Montségur-sur-Lauzon, Chamaret, Clansayes und Grignan. 

## Bevölkerungsentwicklung
| Jahr                       | 1962 | 1968 | 1975 | 1982 | 1990 | 1999 | 2009 | 2016 |
| Einwohner                  | 113  | 117  | 96   | 132  | 173  | 211  | 313  | 342  |
| Quellen: Cassini und INSEE |      |      |      |      |      |      |      |      |

## Sehenswürdigkeiten
- Pfarrkirche Saint-Raphaël
- Grabkapelle Saint-Raphaël (19. Jahrhundert)